# Revoltas do Pão no Egito em 1977

As Revoltas do Pão ocorreram no Egito, entre 18 e 19 de Janeiro de 1977, abalando a maioria das grandes cidades do país. Foi uma revolta espontânea de centenas de milhares de pessoas de classe baixa que protestavam contra a recisão de subsídios estatais sobre alimentos básicos. Cerca de 800 pessoas ficaram feridas. Os protestos só acabaram devido a intervenção do exército.
As revoltas se originaram devido a política liberal de abertura econômica, conhecida como Infitah, que vinha sendo adotada pelo então presidente Anwar Sadat desde que assumira o poder no início da década de 1970. Em 1976 Sadat buscou emprestimos junto ao Banco Mundial na tentativa de aliviar o impacto das dívidas do país, tendo o banco criticado a política de subsídios estatais sobre os alimentos básicos. Em Janeiro de 1977 Sadat anunciou o fim dos subsídios sobre a farinha, o arroz e o óleo de cozinha e o cancelamento dos bônus dos funcionários públicos e dos aumentos salariais.